# 화양면 (여수시)
화양면(華陽面)은 대한민국 전라남도 여수시의 면이다.

## 연혁
- 청동기 시대 : 약 300여기의 고인돌이 전해오고 있어 강력한 집단세력이 존재하였음을 증명
- 마한시대 : 마한의 56국중에 1국이었을것으로 추정
- 백제시대 : 구지하성(김제) 삽평군(순천) 돌산현
- 통일신라시대 : 무주(광주) 승평군 돌산현
- 1692년 : 효소왕 원년에 용문사 창건되었다고 함.
- 고려시대 : 승평군 여수현
- 1396년 : 순천부 돌산포만호진 설진
- 조선시대(연대 불명) : 백야곶목장 설치, 후에 곡화목장으로 명칭이 변경
- 1423년 : 진례만호진을 내례포로 옮김 (현 신항과 종포)
- 1479년(성종 10년) : 전라좌도수군절도사영(전라좌수영 설치) - 내례포를 진남관 자리로 옮김
- 1485년 : 전라좌수영성 축성
- 1490년 : 돌산포만호진성 죽성(화양면 용주리)
- 1523년(중종 18년) : 돌산포만호진이 돌산도로 옮겨가 방답첨사진으로 승격(거제도 방답만호진도 혁파됨)
- 1895년 : 전라좌수영, 돌산방답진, 고돌산진 철폐
- 1897년 : 이전에는 조라포(召羅浦)면 상(上)도에 속했으며 화양면 출현
- 1910년 : 화양면사무소 개설
- 1949년 8월 13일 : 여천군 화양면으로 여수시와 분리

## 행정 구역
| 법정리 | 한자명 | 행정리                 | 비고            |
| ------ | ------ | ---------------------- | --------------- |
| 나진리 | 羅陳里 | 나진, 소장             | 면사무소 소재지 |
| 서촌리 | 西村里 | 서촌, 석교, 봉오       |                 |
| 안포리 | 安浦里 | 세포, 원포, 안포       |                 |
| 옥적리 | 玉笛里 | 마상, 옥적, 대옥, 상전 |                 |
| 용주리 | 龍珠里 | 용주, 고내, 호두, 화련 |                 |
| 이목리 | 梨木里 | 이목, 서연, 구미, 벌가 |                 |
| 이천리 | 利川里 | 오천, 이천, 감도       |                 |
| 장수리 | 長水里 | 장수, 수문, 장척, 장등 |                 |
| 창무리 | 昌武里 | 창무, 백초             |                 |
| 화동리 | 華東里 | 화동, 청양             |                 |

## 부속 도서
무인도
| 이름     | 위치                                  | 면적(m2) | 비고           |
| -------- | ------------------------------------- | -------- | -------------- |
| 간도     | 화양면 이천리 산169                   | 5,554    | 사유지         |
| 대락도   | 화양면 이목리 산555                   | 20,430   | 사유지         |
| 삼도     | 화양면 안포리 산856                   | 4,959    | 사유지         |
| 삼도끝섬 | 화양면 안포리 산854, 산854-1,5-2, 5-3 | 9,878    | 국유지, 사유지 |
| 삼도첫섬 | 화양면 안포리 산853                   | 3,372    | 사유지         |
| 소락도   | 화양면 이목리 산556                   | 8,727    | 사유지         |
| 소운두도 | 화양면 이천리 산194 외 9필지          | 107,147  | 사유지         |
| 애기삼섬 | 화양면 안포리 산855                   | 397      | 사유지         |
| 오도     | 화양면 이천리 산183                   | 2,777    | 사유지         |
| 오란도   | 화양면 안포리 산857                   | 2,182    | 공유지         |
| 자래섬   | 화양면 이천리 산202                   | 16,760   | 사유지         |

## 교육
- 나진초등학교 (나진리)
  - 용창분교 (폐교) - 용문사길 24 (용주리)
- 안일초등학교 (안포리)
- 옥천초등학교 (폐교) - 옥천로 516-2 (옥적리)
  - 오대분교 (폐교) - 옥천로 998 (이천리)
- 이목초등학교 (폐교) - 화서로 474 (이목리)
- 화양초등학교 (화동리)
- 화양중학교
  - 화양남분교
- 화양고등학교